# Acleris sagarmathae
Acleris sagarmathae is een vlinder van de familie van de bladrollers (Tortricidae). De wetenschappelijke naam van deze soort is voor het eerst voorgesteld door Pasquale Trematerra in een publicatie uit 2013. De spanwijdte van het mannetje bedraagt 12,5 millimeter.
De soort komt voor in Nepal en is voor het eerst ontdekt in het Sagarmatha National Park op een hoogte van 4930 meter.